# Grottes de Gcwihaba
Les grottes de Gcwihaba sont un monument naturel au Botswana localisé dans la région du delta de l'Okavango, dans le district du Nord-Ouest. Elles font partie du paysage du bassin de Kalahari et y ont été formées il y a environ 2 millions d'années, dans la période du Pléistocène.  
Les grottes ont été inscrites dans la liste indicative du patrimoine mondial au Botswana en 2010. Elles donnent son nom au minéral gwihabaite, découvert dans les grottes en 1996. 